# Ardfheis
Ardfheis o Ard Fheis (pronunciació irlandesa: [ˈaːɾˠd̪ˠ ˈɛʃ] "assemblea alta"; plural Ardfheiseanna) és el nom utilitzat per molts partits polítics irlandesos per a la conferència anual del partit. El terme va ser utilitzat per primera vegada per la Lliga Gaèlica (Conradh na Gaeilge), l'organització cultural de la llengua irlandesa, per a la seva convenció anual.

## Ús
Entre els partits que utilitzen el terme Ardfheis hi ha:
- Fine Gael[1]
- Fianna Fáil[2]
- Sinn Féin[3]
- Éirígí[4]
- Partit Verd[5][6]
- Partit Nacional[7][8]

A Irlanda del Nord, el terme no és utilitzat pel Partit Socialdemòcrata i Laborista ni per aquells partits que no són nacionalistes irlandesos, com el Partit de l'Aliança d'Irlanda del Nord, el Partit Unionista de l'Ulster i el Partit Unionista Democràtic.
A la República d'Irlanda, el Partit Laborista, el Partit Comunista, Renua i els Socialdemòcrates no utilitzen el terme ardfheis.

## Ard Chomhairle
Molts partits polítics que fan servir el terme Ardfheis també fan servir el terme Ard Chomhairle que significa Comitè Executiu Nacional. Es tradueix literalment com a Consell Superior.